# Flachzange (Mittelalter)
Eine Flachzange (lat. "ius ductile" = "richtiger Hammer") ist ein Werkzeug, welches vermehrt im 15. Jahrhundert beim Schmieden von Hufeisen Verwendung fand.
Es handelt sich hierbei um einen zangenartig aufgebauten Hammer, der mit Hilfe von zwei Schlagklötzen, die durch einen Doppelschaft verbunden sind, das Schmiedstück gleichzeitig von oben und unten bearbeitet und somit beidseitig abflacht.
Die Erfindung des Amboss machte den Gebrauch der Flachzange überflüssig, sie wird heute nur noch in wenigen Museen gezeigt.